# Priotelus
Priotelus är ett fågelsläkte i familjen trogoner inom ordningen trogonfåglar med endast två arter som förekommer i Västindien:
- Kubatrogon (Priotelus temnurus)
- Hispaniolatrogon (Priotelus roseigaster)